# Ranu Kumbolo
Ranu Kumbolo är en sjö i Indonesien. Den ligger i provinsen Jawa Timur, i den västra delen av landet, 700 km öster om huvudstaden Jakarta. Ranu Kumbolo ligger 2 389 meter över havet. Arean är 0,24 kvadratkilometer.I omgivningarna runt Ranu Kumbolo växer i huvudsak städsegrön lövskog. Den sträcker sig 0,6 kilometer i nord-sydlig riktning, och 0,6 kilometer i öst-västlig riktning.